# Hokkaido Nippon Ham Fighters
 (juin 2012).
Si vous disposez d'ouvrages ou d'articles de référence ou si vous connaissez des sites web de qualité traitant du thème abordé ici, merci de compléter l'article en donnant les références utiles à sa vérifiabilité et en les liant à la section « Notes et références ».
Les Hokkaido Nippon Ham Fighters (北海道日本ハムファイターズ, Hokkaidō Nippon Hamu Faitāzu en japonais, Guerriers du Jambon Japonais d'Hokkaido en français) sont une équipe japonaise de baseball évoluant dans la Ligue Pacifique.
Les Fighters sont les champions en titre (2016) de la NPB.

## Histoire
L'équipe est fondée en 1946. Basée à Tokyo, elle s'installe à Sapporo en 2004.

## Bilan par saison

Résultats de l'équipe de 1950 à 2006.